# Diptilon chrysocraspis
Diptilon chrysocraspis là một loài bướm đêm thuộc phân họ Arctiinae, họ Erebidae.